# Oealitk
Oealitk (Oealith), jedno od tri pod-plemena Bella Bella Indijanaca lociranih na južnoj obali Milbank Sounda u kanadskoj provinciji Britanska Kolumbija. Oealitki, Oetlitki i Kokaitki govorili su dijalektom heiltsuk. Edward Sheriff Curtis njihovo ime navodi i kao Oealith.

## Vanjske poveznice
- Bellabella Indians of Canada